# The Stripes
The Stripes aus Hagen war die erste Band von Nena. Die englischsingende Gruppe wurde 1978 von Rainer Kitzmann gegründet und löste sich 1981 auf. Sie bestand neben Nena aus Rainer Kitzmann (Gitarre), Jürgen Meier am Bass, Frank Becking (Gitarre) und Nenas damaligem Freund Rolf Brendel am Schlagzeug.
Die erste Single Ecstasy erschien Ende 1979. Die erste LP, wie die Band The Stripes benannt, folgte 1980. Es wurden drei weitere Stücke ausgekoppelt; sie blieben aber wie die LP erfolglos. Im selben Jahr trat die Band mit dem Song Ecstasy in der Plattenküche auf und im Februar 1981 mit Tell Me Your Name in Ilja Richters disco. Kurz danach beschloss Nena, nach West-Berlin zu gehen, um dort mit Musikern der Neuen Deutschen Welle zu arbeiten.

## Diskografie

### Album
- The Stripes (1980, CBS; wiederveröffentlicht 1997)

### Singles
- Ecstasy (1979, CBS)
- Strangers (1980, CBS)
- Tell Me Your Name (1980, CBS)
- Stranger-Observer (1980, CBS)
- Don't You Think That I'm a Lady? (1981, CBS)